# Santos Secundino Hernández
Santos Secundino Hernández (3 de noviembre de 1973) es un ex lanzador de relevo de béisbol panameño Jugó profesionalmente de 1994 hasta el  2007.

## Carrera

### San Francisco Giants
De 1994 a 1997 jugó en la organización de los Gigantes de San Francisco, jugando para los Clinton LumberKings en 1994. Esa temporada, hizo 32 apariciones como relevista, con marca de 5-7 y efectividad de 3.75, ponchando a 48 bateadores en 48 entradas de trabajo. Jugó para los Burlington Bees en 1995, con marca de 5-8 y efectividad de 2.66 en 44 apariciones como relevista, ponchando a 85 bateadores en 641⁄3 entradas. Con Burlington nuevamente en 1996, tuvo un récord de 3-3, 35 salvamentos y una efectividad de 1.89 en 61 apariciones como relevista, ponchando a 79 bateadores y permitiendo sólo 39 hits en 66.2⁄3 entradas. Jugó para los Gigantes de San José y los Capitanes de Shreveport en 1997, con marca de 2-6 con 15 salvamentos y efectividad de 3.47 en 47 apariciones como relevista, ponchando a 87 en 57 entradas de trabajo para San José. Para los Capitanes, tuvo marca de 1-1 con efectividad de 2.30 en 11 apariciones, salvando seis juegos y ponchando a 14 bateadores en 152⁄3 entradas. 

### Tampa Bay Devil Rays
Fue elegido por los Devil Rays de Tampa Bay en la segunda ronda del draft de expansión de 1997, y lanzó en su organización hasta 1999. En 1998, lanzó para los Durham Bulls, con marca de 2-0 y efectividad de 4.84 en 53 apariciones como relevista, ponchando sólo a 60 bateadores en 80 entradas de trabajo. 

### Orlando Rays
En 1999, inició los primeros partidos de su carrera profesional jugando para Orlando Rays y Durham. Con Orlando, hizo 35 apariciones, inició cuatro juegos y tuvo marca de 5-4 con efectividad de 3.70 y 47 ponches en 56 entradas de trabajo. En seis apariciones (cuatro aperturas) con Durham, tuvo marca de 0-2 con efectividad de 10.80.

### Liga Mexicana de Béisbol
Del 2000 al 2005 y en el 2007, Hernández jugó en la Liga Mexicana. Jugó en los Tigres del México de 2000 a 2004, los Olmecas de Tabasco y Pericos de Puebla en 2005 y los Petroleros de Minatitlán en 2007. En 2005, tuvo marca de 0-1 con efectividad de 6.39 en 11 juegos con Puebla y 1-5 con efectividad de 6.63 en 18 juegos con Tabasco. En 2007, tuvo marca de 2-2 con efectividad de 8.38 en ocho juegos con Minatitlán. En 2014, Tigres de Quintana Roo retiró el número 12 de Hernández.

## Selección nacional
A pesar de estar en la lista del equipo para el Clásico Mundial de Béisbol de 2006, Hernández en realidad no apareció en ningún juego para Panamá.